# Orciano Pisano
Orciano Pisano es una localidad italiana de la provincia de Pisa, región de Toscana, con 625 habitantes.

Ubicación de la ciudad de Orciano Pisano dentro de la provincia de Pisa.

## Evolución demográfica
| Gráfica de evolución demográfica de Orciano Pisano entre 1861 y 2001 |
|                                                                      |
| Fuente ISTAT - Elaboración gráfica por parte de Wikipedia            |